# هیرویوکی ماه
هیرویوکی ماه (انگلیسی: Hiroyuki Mae؛ زادهٔ ۱ اوت ۱۹۹۵) بازیکن فوتبال اهل ژاپن است.
از باشگاه‌هایی که در آن بازی کرده‌است می‌توان به باشگاه فوتبال کونسادول ساپورو اشاره کرد.